# TristateCity Network
TristateCity Network is een marketingmodel uit 2016 dat werd bedacht door de Nederlandse marketeer Peter Savelberg in samenwerking met VNO-NCW. Het marketingmodel werd onderdeel van een complottheorie, waardoor Savelberg vele bedreigingen ontving en zich genoodzaakt voelde het plan los te laten.

## Achtergrond
Het idee achter het TristateCity Network was het presenteren van Nederland, Vlaanderen (inclusief Brussel) en Noordrijn-Westfalen als handelsregio en stadsmetropool. Op deze manier kan de regio beter concurreren met steden als Londen, New York, Shanghai en Singapore. De organisatie zelf omschrijft het plan als een "duurzaam netwerkmodel voor 100 kleine en middelgrote steden in de lage landen". Het plan is volgens Savelberg vergelijkbaar met de Hanzensteden en de Danube Cultural Cluster (DCC).
Savelberg stelt dat de regio drie unique selling points heeft:
- European gateway - Een verbinding tussen Europa en de rest van de wereld door de havens van Rotterdam, Antwerpen en Duisburg, en de luchthavens van Amsterdam, Brussel en Düsseldorf
- European Capital - Brussel als politieke hoofdstad van Europa
- Innovation Hotspot - De verbinding tussen innovatiestad Eindhoven en het industriële Ruhrgebied

## Complottheorie
Het TristateCity Network wordt door sommigen onterecht in verband gebracht met het World Economic Forum (WEF) dat als plan zou hebben het gebied tussen Nederland, Vlaanderen en Noordrijn-Westfalen volledig te verstedelijken om plaats te bieden aan dertig miljoen bewoners. Het gebied zou volgens de complottheorie een '15-minuten-mega-stad' moeten worden waarbij voorzieningen binnen vijftien minuten wandelen of fietsen bereikbaar zijn, iets wat volgens aanhangers van deze theorie zou betekenen dat mensen niet meer zonder toestemming buiten die 15 minuten zone zouden mogen reizen. Om deze megastad te kunnen realiseren zou het noodzakelijk zijn om landbouwgebied in dit gebied te onteigenen. Hierdoor wordt het TristateCity Network gelinkt aan het stikstofbeleid van de Nederlandse overheid.
Savelberg zelf zegt dat het TristateCity Network geen enkele link heeft met het Nederlandse stikstofbeleid en stelt daarbij dat in dit gebied in 2022 reeds 45 miljoen mensen woonachtig waren en al verstedelijkt is. De link met het WEF is tevens onjuist. Savelberg gaf in een interview aan dat het plan ook niets te maken heeft met landbouwgrond of de grootschalige bouw van woningen. Door de vele bedreigingen die hij ontving naar aanleiding van zijn plan, voelde hij zich genoodzaakt het idee te laten varen.